# Castel San Lorenzo bianco
Il Castel San Lorenzo bianco è un vino DOC la cui produzione è consentita nella provincia di Salerno, in particolare nel paese di Castel San Lorenzo.

## Caratteristiche organolettiche
- colore: paglierino o meno intenso.
- odore: vinoso, caratteristico.
- sapore: asciutto, acidulo, fruttato, leggermente amarognolo, armonico.

## Produzione
Provincia, stagione, volume in ettolitri
- Salerno (1992/93) 142,0
- Salerno (1993/94) 87,38
- Salerno (1994/95) 222,15
- Salerno (1995/96) 480,63
- Salerno (1996/97) 749,06